# ミッション:スペース
ミッション：スペース (Mission: Space)は、海外のディズニーパークにあるアトラクション。

## このアトラクションが存在するパーク
- エプコット（ウォルト・ディズニー・ワールド・リゾート）

## 概要
エプコットのフューチャーワールドのミッション:スペース館にある宇宙飛行士の訓練を体験するシミュレーター型アトラクションである。NASAが実際に使用している装置で強い重力を体感できる。
Horizons館を閉鎖して2003年にオープン。比較的緩やかな「グリーンミッション」と重力が強い「オレンジミッション」の二つのコースがある。
2017年に内容を変更するなどのリニューアルがあった。

### グリーンミッション
| ミッション：スペース グリーンミッション Mission: Space Green Mission | ミッション：スペース グリーンミッション Mission: Space Green Mission | ミッション：スペース グリーンミッション Mission: Space Green Mission | ミッション：スペース グリーンミッション Mission: Space Green Mission |
| -------------------------------------------------------------------- | -------------------------------------------------------------------- | -------------------------------------------------------------------- | -------------------------------------------------------------------- |
| ミッション：スペース グリーンミッション                              |                                                                      |                                                                      |                                                                      |
| オープン日                                                           | オープン日                                                           | 2003年8月15日                                                        | 2003年8月15日                                                        |
| スポンサー                                                           | スポンサー                                                           | ヒューレット・パッカード・エンタープライズ                           | ヒューレット・パッカード・エンタープライズ                           |
| 利用制限                                                             |                                                                      | 身長102cm以上                                                        | 身長102cm以上                                                        |
| ファストパス                                                         | ファストパス                                                         |                                                                      | ○                                                                    |
| シングルライダー                                                     | シングルライダー                                                     |                                                                      | 対象外                                                               |

グリーンミッションでは、国際宇宙訓練センターでブリーフィングを受けた後、X-2ディープ・スペース・シャトルに乗って火星へのミッションを行うが、重力はほとんどかからないという内容であった。2017年8月のリニューアル後、グリーンミッションでは、地球の周りを緩やかに周回し、ハワイ諸島、イタリア半島、オーロラなど、宇宙からの素晴らしい景観に遭遇しながらフロリダのケネディー宇宙センターに着陸する、という家族でも楽しめる内容に変更。。

### オレンジミッション
| ミッション：スペース オレンジミッション Mission: Space Orange Mission | ミッション：スペース オレンジミッション Mission: Space Orange Mission | ミッション：スペース オレンジミッション Mission: Space Orange Mission | ミッション：スペース オレンジミッション Mission: Space Orange Mission |
| --------------------------------------------------------------------- | --------------------------------------------------------------------- | --------------------------------------------------------------------- | --------------------------------------------------------------------- |
| ミッション：スペース オレンジミッション                               |                                                                       |                                                                       |                                                                       |
| オープン日                                                            | オープン日                                                            | 2003年8月15日                                                         | 2003年8月15日                                                         |
| スポンサー                                                            | スポンサー                                                            | ヒューレット・パッカード・エンタープライズ                            | ヒューレット・パッカード・エンタープライズ                            |
| 利用制限                                                              |                                                                       | 身長112cm以上                                                         | 身長112cm以上                                                         |
| ファストパス                                                          | ファストパス                                                          |                                                                       | ○                                                                     |
| シングルライダー                                                      | シングルライダー                                                      |                                                                       | 対象外                                                                |

オレンジミッションでは、国際宇宙訓練センターでブリーフィングを受けた後、X-2ディープ・スペース・シャトルに乗って火星へのミッションを行う。4名のゲストは、それぞれナビゲーター、パイロット、コマンダー、エンジニアを担当し、飛行中に正確なオペレーションを行うよう指示され実際の重力を体感できる。

## 事故
- 2005年6月、当時4歳の少年が意識を失い、病院に着くまもなく死亡したという事故が発生[3]。その影響で一時運転を休止した。その後の調べでその亡くなった少年は慢性的な心臓病だったことが判明[4]。

## スペース220
- 2017年のD23 Expoにて「ミッション・スペース」館内に宇宙をテーマにしたレストランを増設予定[5]と発表。2019年8月25日、レストラン名は「スペース220（Space 220）」の名称となることが発表された[6]。2021年9月20日オープン。